# Друин, Виктор Александрович
Виктор Александрович Друин (10 января 1930, Тверь, Московская область — 24 января 2004) — советский и российский физик.

## Биография
Закончил Ленинградский политехнический институт.
С 1953 по 1960 работал в Институте атомной энергии в Москве.
С 1960 по 1985 в Объединенном институте ядерных исследований в Дубне.
С 1985 по 2004 — профессор, заведующей кафедрой общей физики, декан физического факультета Тверского государственного университета.

## Научная деятельность
В своих работах изучил синтез и свойства трансурановых элементов, специализировался в области ядерных реакций при взаимодействии сложных ядер.
Автор более 100 научных публикаций и обзоров, в том числе статей «Радиоактивные свойства тяжелых элементов» (1966), «Устойчивость тяжелых ядер и граница Периодической системы элементов» (1970) и других.
Дипломы на открытия 103-го, 104-го и 105-го элементов Периодической системы Менделеева.

## Награды
- Ленинская премия (1967) — за синтез и исследование трансурановых элементов.

## Память
12 мая 2016 года по решению Тверской городской думы установлена мемориальная доска на здании корпуса № 3 ТвГУ.